# Józef Zamiara
Józef Zamiara (ur. 28 czerwca 1882, zm. ?) – polski działacz polityczny, poseł na Sejm Ustawodawczy (1919–1922). 
Urodził się 28 czerwca 1882 lub 28 sierpnia 1892. Był robotnikiem w Witkowie. Posłem na Sejm Ustawodawczy został zastępując Stanisława Nowickiego, który zrzekł się poselskiego mandatu. Zasiadał w Narodowo Chrześcijańskim Klubie Robotniczym. W Sejmie pracował w komisjach administracyjnej i wodnej. 